# イブラーヒーム・クリー・クトゥブ・シャー
イブラーヒーム・クリー・クトゥブ・シャー（1518年 - 1580年）は、ゴールコンダ王国の第4代の王（在位：1550年 - 1580年）。
スルターン・クリー・クトゥブ・シャーの末子である彼は、1543年兄ジャムシード・クリー・クトゥブ・シャーが父を殺すと、ヴィジャヤナガル王国に亡命し、その摂政ラーマ・ラーヤの保護を受け生活を送っていた。彼は滞在中にテルグ語習得に熱中し、第2の母国語のように話すことができるまでに達した。
1550年ジャムシードが死ぬとヴィジャヤナガルを離れ、その子スブハーン・クリー・クトゥブ・シャーを殺し、王位についた。彼はそれまでの王達が一顧だにしなかったテルグ語の読み書きを保護・奨励し、そのため、彼の宮廷は、デカン高原中の詩人達で賑わったと言われている。
だが、かつて保護を受けたヴィジャヤナガル王国が圧迫してくると、イブラーヒーム・クリー・クトゥブ・シャーはほかのムスリム5王国と同盟し、1565年ヴィジャヤナガル王国軍をターリコータの戦いで撃破した（ラーマ・ラーヤはこの戦いで死亡している）。
彼の治世中に、ゴールコンダ要塞はさらに強化された。また、彼は多くのモスク、学校、救貧院を建設させたことでも知られる。フセイン・サガールのダム建設なども彼の功績であり、有能な統治者として、その名を残している。